# Bahnstrecke Stupno–Radnice
| Kursbuchstrecke (SŽ): | 176                  |                                 |                                 |
| Streckenlänge: | 6,595 km             |                                 |                                 |
| Spurweite: | 1435 mm (Normalspur) |                                 |                                 |
| Streckengeschwindigkeit: | 60 km/h              |                                 |                                 |
| |                      |                                 |                                 |
| \| \| 0,000 \| Stupno früher Stupno-Břas \| Stupno früher Stupno-Břas \| \| \| \| nach Chrást u Plzně (vorm. BWB) \| \| \| \| 2,090 \| Bezděkov u Radnic \| Bezděkov u Radnic \| \| \| 2,638 \| vlečka \| vlečka \| \| \| 3,959 \| Břasy \| Břasy \| \| \| 6,595 \| Radnice früher Radnitz \| Radnice früher Radnitz \| \| \| \| \| \| \| Frühere Namen Stand 1913. [1][2][3] \| \| \| \| |                      |                                 |                                 |
| Kopfbahnhof Streckenanfang | 0,000                | Stupno früher Stupno-Břas       | Stupno früher Stupno-Břas       |
| Abzweig geradeaus und nach rechts |                      | nach Chrást u Plzně (vorm. BWB) | nach Chrást u Plzně (vorm. BWB) |
| Haltepunkt / Haltestelle | 2,090                | Bezděkov u Radnic               | Bezděkov u Radnic               |
| Abzweig geradeaus und nach links | 2,638                | vlečka                          | vlečka                          |
| Haltepunkt / Haltestelle | 3,959                | Břasy                           | Břasy                           |
| Kopfbahnhof Streckenende | 6,595                | Radnice früher Radnitz          | Radnice früher Radnitz          |
| |                      |                                 |                                 |
| Frühere Namen Stand 1913. |                      |                                 |                                 |

Die Bahnstrecke Stupno–Radnice ist eine regionale Eisenbahnverbindung in Tschechien, die ursprünglich von der k.k. priv. Böhmischen Westbahn (BWB) erbaut und betrieben wurde. Sie verläuft von Stupno nach Radnice (Radnitz).
Nach einem Erlass der tschechischen Regierung ist die Strecke seit dem 20. Dezember 1995 als regionale Bahn („regionální dráha“) klassifiziert.

## Geschichte
Die Strecke wurde am 1. Dezember 1893 von der BWB als Erweiterung der bestehenden Strecke Chrast–Stupno-Břas in Betrieb genommen. Mit der Verstaatlichung der BWB gehörte sie ab 1. Jänner 1895 zum Netz der k.k. Staatsbahnen (kkStB).
Im Jahr 1912 wies der Fahrplan der Lokalbahn vier gemischte Zugpaare 2. und 3. Klasse zwischen Stupno-Břas und Radnitz aus, die sämtlich von und nach Chrast durchgebunden waren. Sie benötigten für die sieben Kilometer lange Strecke 19–22 Minuten.
Nach dem für Österreich-Ungarn verlorenen Ersten Weltkrieg gelangte die Strecke ins Eigentum der neu begründeten Tschechoslowakischen Staatsbahnen (ČSD).
Im Zweiten Weltkrieg lag die Strecke zur Gänze im Protektorat Böhmen und Mähren. Betreiber waren jetzt die Protektoratsbahnen Böhmen und Mähren (ČMD-BMB). Am 9. Mai 1945 kam die Strecke wieder vollständig zu den ČSD.

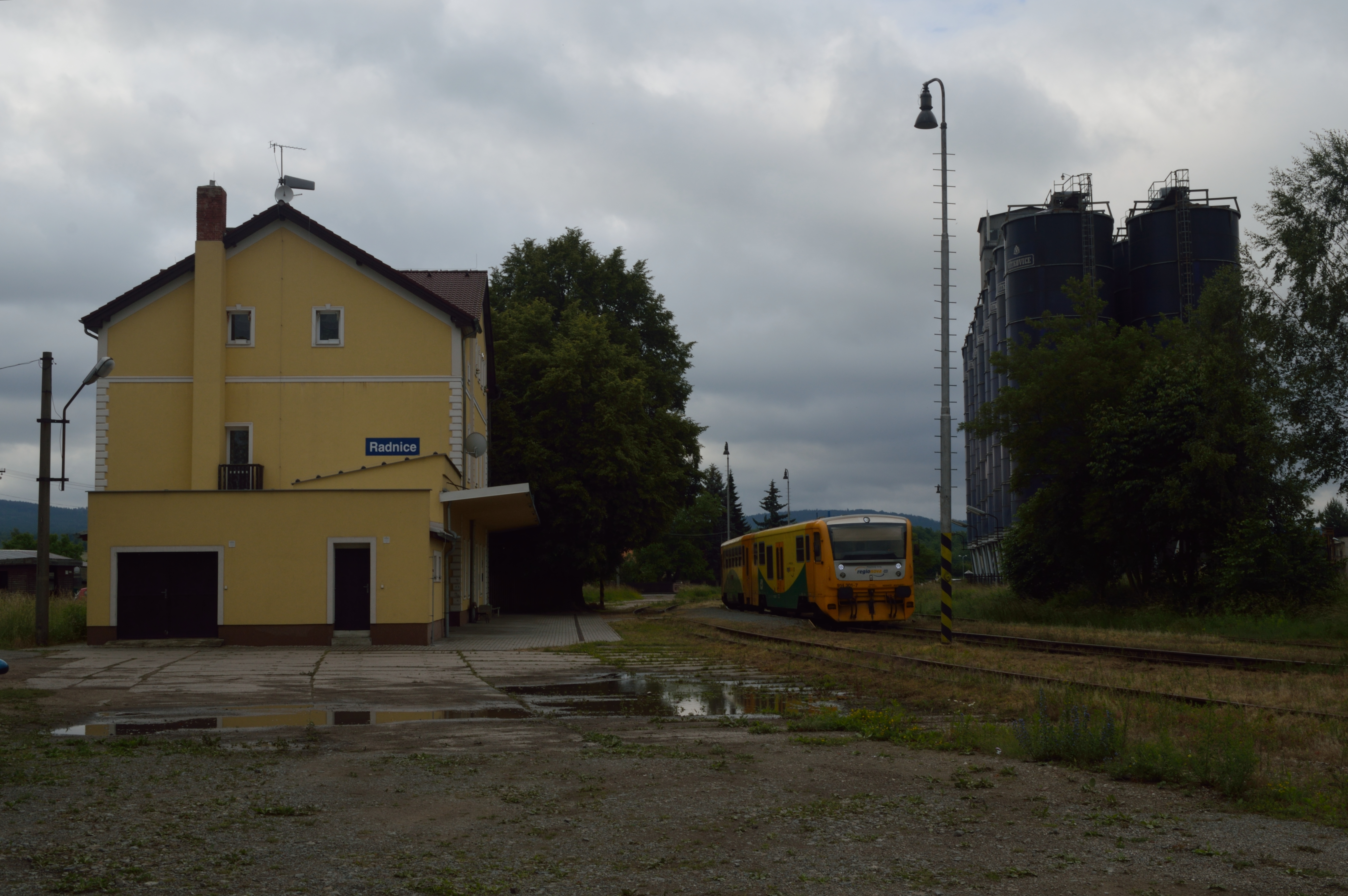
Bahnhof Radnice (2015)

Am 1. Januar 1993 ging die Strecke im Zuge der Auflösung der Tschechoslowakei an die neu gegründeten České dráhy (ČD) über. Seit 2003 gehört sie zum Netz des staatlichen Infrastrukturbetreibers Správa železniční dopravní cesty (SŽDC).
Im Fahrplan 2012 wurde die Strecke täglich im Zweistundentakt von Personenzügen in der Relation Chrást u Plzně–Radnice  bedient. Werktags verdichteten weitere Züge das Angebot zu einem teilweisen Stundentakt.
Seit dem 12. Dezember 2016 wurden an den Wochenenden und Feiertagen alle Personenzüge von und nach Plzeň hl.n. durchgebunden. Seit dem 9. Dezember 2018 verkehren alle Reisezüge in dieser Relation.